# Nicolás Giménez
Nicolás Ezequiel Giménez (San Justo, 16 gennaio 1996) è un calciatore argentino naturalizzato emiratino, centrocampista dell'Al-Wasl.

## Caratteristiche tecniche
È un trequartista.

## Carriera

### Club
Cresciuto nelle giovanili del Nueva Chicago, ha esordito il 27 marzo 2015 in occasione del match di Primera División perso 2-1 contro il Gimnasia (LP); al termine della sua prima stagione Giménez colleziona 13 presenze con 3 gol, ma il Nueva Chicago viene retrocesso. Nella Primera B Nacional 2016, realizza otto reti in ventotto presenze, aiutando la sua squadra a posizionarsi ottava in classifica.
Nell'estate 2016, il Talleres (C), neopromosso in Primera División, annuncia l'ingaggio del giovane trequartista. Con la nuova maglia colleziona 30 presenze ed un gol in due stagioni. Nel luglio 2018 viene girato in prestito al San Martín (T), dove realizza 2 gol in 17 presenze, con la squadra che al termine della stagione viene retrocessa. Giménez riesce però a rimanere nel massimo campionato argentino per la stagione successiva, venendo nuovamente girato in prestito, questa volta all'Arsenal Sarandí, dove realizza sette reti in 22 presenze, prima che la stagione venisse sospesa per la diffusione della Pandemia di COVID-19.
Nel luglio 2020, Gimémez lascia l'Argentina e, nonostante l'interesse di diversi club sia sudamericani che europei, viene girato in prestito alla squadra emiratina del Baniyas per la stagione 2020-2021. Giménez inizia la sua avventura negli Emirati con tre gol nelle prime tre partite ufficiali giocate con la sua nuova squadra. Al termine della stagione in prestito, viste le buone prestazioni del giocatore, il Baniyas esercita l'opzione di acquisto e così Giménez diventa un giocatore a tutti gli effetti del club emiratino, con in quale in tre stagioni colleziona 74 presenze e 23 gol in campionato.
Nell'estate del 2023, dopo tre stagioni passate con il Baniyas, si trasferisce in un'altra squadra degli Emirati Arabi Uniti, l'Al-Wasl, con cui firma un contratto fino al 2026.

### Nazionale
Nell'ottobre del 2023 ha completato le pratiche necessarie ed ha ottenuto la cittadinanza degli Emirati Arabi Uniti, affermando che in futuro potrebbe giocare per la nazionale emiratina.

## Statistiche

### Presenze e reti nei club
Statistiche aggiornate al 9 aprile 2024.
| Stagione             | Squadra              | Campionato           | Campionato | Campionato | Coppe nazionali | Coppe nazionali | Coppe nazionali | Coppe continentali | Coppe continentali | Coppe continentali | Altre coppe | Altre coppe | Altre coppe | Totale | Totale | Totale |
| Stagione             | Squadra              | Comp                 | Pres       | Reti       | Comp            | Pres            | Reti            | Comp               | Pres               | Reti               | Comp        | Pres        | Reti        | Pres   | Reti   |        |
| -------------------- | -------------------- | -------------------- | ---------- | ---------- | --------------- | --------------- | --------------- | ------------------ | ------------------ | ------------------ | ----------- | ----------- | ----------- | ------ | ------ | ------ |
| 2015                 | Nueva Chicago        | PD                   | 13         | 3          | CA              | 1               | 0               |                    | -                  | -                  |             | -           | -           | 14     | 3      |        |
| 2016                 | Nueva Chicago        | BN                   | 21         | 8          | CA              | 0               | 0               |                    | -                  | -                  |             | -           | -           | 21     | 8      |        |
| Totale Nueva Chicago | Totale Nueva Chicago | Totale Nueva Chicago | 34         | 11         |                 | 1               | 0               |                    | 0                  | 0                  |             | -           | -           | 35     | 11     |        |
| 2016-2017            | Talleres (C)         | PD                   | 16         | 0          | CA              | 0               | 0               |                    | -                  | -                  |             | -           | -           | 16     | 0      |        |
| 2017-2018            | Talleres (C)         | PD                   | 14         | 1          | CA              | 1               | 0               |                    | -                  | -                  |             | -           | -           | 15     | 1      |        |
| Totale Talleres (C)  | Totale Talleres (C)  | Totale Talleres (C)  | 30         | 1          |                 | 1               | 0               |                    | 0                  | 0                  |             | -           | -           | 31     | 1      |        |
| 2018-2019            | San Martín (T)       | PD                   | 17         | 2          | CA              | 3               | 0               |                    | -                  | -                  | CSL         | 2           | 0           | 22     | 2      |        |
| 2019-2020            | Arsenal Sarandí      | PD                   | 22         | 7          | CA              | 1               | 0               |                    | -                  | -                  | CSL         | 1           | 0           | 24     | 7      |        |
| 2020-2021            | Baniyas              | PL                   | 24         | 8          | CEAU+CdL        | 3+4             | 0+1             | -                  | -                  | -                  | -           | -           | -           | 31     | 9      |        |
| 2021-2022            | Baniyas              | PL                   | 24         | 8          | CEAU+CdL        | 4+4             | 2+0             | ACL                | 1                  | 0                  | -           | -           | -           | 33     | 10     |        |
| 2022-2023            | Baniyas              | PL                   | 26         | 7          | CEAU+CdL        | 3+2             | 1+0             | -                  | -                  | -                  | -           | -           | -           | 32     | 8      |        |
| Totale Baniyas       | Totale Baniyas       | Totale Baniyas       | 74         | 23         |                 | 20              | 4               |                    | 1                  | 0                  |             | -           | -           | 96     | 27     |        |
| 2023-2024            | Al-Wasl              | PL                   | 26         | 5          | CEAU+CdL        | 4+6             | 1+2             | -                  | -                  | -                  | -           | -           | -           | 30     | 8      |        |
| 2024-2025            | Al-Wasl              | PL                   | 14         | 1          | CEAU+CdL        | 2+2             | 2+0             | ACL                | 7                  | 1                  | SEAU        | 1           | 1           | 26     | 5      |        |
| Totale carriera      | Totale carriera      | Totale carriera      | 217        | 50         |                 | 40              | 9               |                    | 8                  | 1                  |             | 4           | 1           | 269    | 61     |        |

## Palmares

### Club

#### Competizioni nazionali
- UAE Arabian Gulf League: 1

Al Wasl: 2023-2024
- Coppa del Presidente degli Emirati Arabi Uniti: 1

Al Wasl: 2023-2024